# Bundesregierung Bierlein
Die Bundesregierung Bierlein war vom 3. Juni 2019 bis zum 7. Jänner 2020 die amtierende Bundesregierung der Republik Österreich. Als Beamtenregierung war sie bis zur Angelobung der Bundesregierung Kurz II nach der vorgezogenen Nationalratswahl im Herbst 2019 im Amt. Das als Übergangsregierung angelegte Kabinett Bierlein wurde oft auch als Expertenregierung bezeichnet.
Am 27. Mai 2019 sprach der Nationalrat mit den Stimmen der Klubs von SPÖ, FPÖ und JETZT der gesamten Bundesregierung Kurz I das Misstrauen aus, die deshalb vom Bundespräsidenten Alexander Van der Bellen des Amtes enthoben werden musste. Am 28. Mai setzte er mit der einstweiligen Bundesregierung Löger eine provisorische Regierung ein. Am 30. Mai beauftragte Van der Bellen Brigitte Bierlein, zu diesem Zeitpunkt die Präsidentin des Verfassungsgerichtshofes, mit der Regierungsbildung.
Die Bundesregierung Bierlein wurde am 3. Juni 2019 vom Bundespräsidenten ernannt und angelobt. In der Regierung waren sechs weibliche und sechs männliche Bundesminister vertreten.
Als Regierungssprecher benannte Kanzlerin Bierlein am 7. Juni 2019 Alexander Winterstein.
In Folge der vorgezogenen Nationalratswahl vom 29. September 2019 wurde die Regierung Bierlein am 1. Oktober 2019 von Bundespräsident Alexander Van der Bellen, wie nach einer Nationalratswahl üblich, zunächst des Amtes enthoben und dann ersucht, die Amtsgeschäfte bis zur Angelobung einer neuen Regierung fortzuführen.

## Regierungsmitglieder
Die Reihenfolge der Tabelle entspricht § 1 Abs. 1 Z 1–12 Bundesministeriengesetz (BMG) in der geltenden Fassung des 8. Jänner 2018:
| Name                   | Foto                                                                             | Amt                                                                     | Z 1–12 in § 1 Abs. 1 BMG |
| ---------------------- | -------------------------------------------------------------------------------- | ----------------------------------------------------------------------- | ------------------------ |
| Brigitte Bierlein      |                                                                                  | Bundeskanzlerin                                                         | 1.                       |
| Clemens Jabloner       |                                                                                  | (Vizekanzler) bis 1. Oktober 2019                                       | –                        |
| Clemens Jabloner       | Bundesminister für Verfassung, Reformen, Deregulierung und Justiz                | 11.                                                                     |                          |
| Eduard Müller          |                                                                                  | Bundesminister für Finanzen                                             | 7.                       |
| Eduard Müller          | Betraut mit der Leitung des Bundesministeriums für öffentlichen Dienst und Sport | 2.                                                                      |                          |
| Alexander Schallenberg |                                                                                  | Bundesminister für Europa, Integration und Äußeres                      | 3.                       |
| Alexander Schallenberg | Kanzleramtsminister für EU, Kunst, Kultur und Medien                             | –                                                                       |                          |
| Brigitte Zarfl         |                                                                                  | Bundesministerin für Arbeit, Soziales, Gesundheit und Konsumentenschutz | 4.                       |
| Iris Rauskala          |                                                                                  | Bundesministerin für Bildung, Wissenschaft und Forschung                | 5.                       |
| Elisabeth Udolf-Strobl |                                                                                  | Bundesministerin für Digitalisierung und Wirtschaftsstandort            | 6.                       |
| Wolfgang Peschorn      |                                                                                  | Bundesminister für Inneres                                              | 8.                       |
| Thomas Starlinger      |                                                                                  | Bundesminister für Landesverteidigung                                   | 9.                       |
| Maria Patek            |                                                                                  | Bundesministerin für Nachhaltigkeit und Tourismus                       | 10.                      |
| Andreas Reichhardt     |                                                                                  | Bundesminister für Verkehr, Innovation und Technologie                  | 12.                      |
| Ines Stilling          |                                                                                  | Kanzleramtsministerin für Frauen, Familien und Jugend                   | –                        |